# Mohammed Fuseini
Mohammed Fuseini, né le 16 mai 2002 au Ghana, est un footballeur ghanéen qui joue au poste d'attaquant à l'Union Saint-Gilloise.

## Biographie

### En club
Né au Ghana, Mohammed Fuseini est formé par le club local de la Right to Dream Academy. En janvier 2022 il rejoint l'Autriche, faisant un essai avec le SK Sturm Graz. Après avoir convaincu le club il signe un premier contrat le 8 février 2022. Il est dans un premier temps intégré à l'équipe réserve du club. Avec cette équipe il découvre la deuxième division autrichienne, jouant son premier match le 22 juillet 2022, lors de la première journée de la saison 2022-2023, contre le SV Horn. Titulaire, Fuseini marque également son premier but dans la compétition mais son équipe s'incline (2-1 score final).
Le 9 août 2022, il joue son premier match avec l'équipe première lors d'une rencontre de Ligue des champions contre le Dynamo Kiev. Il entre en jeu et son équipe est battue après prolongations (1-2 score final). Il inscrit son premier but avec l'équipe première le 18 septembre 2022, lors d'une rencontre de championnat face au SC Austria Lustenau. Il entre en jeu et participe à la victoire de son équipe par deux buts à zéro,.
Le 29 novembre 2022, Fuseini prolonge son contrat au Sturm Graz jusqu'en juin 2026,.
Le 28 janvier 2024, Mohammed Fuseini rejoint le Danemark et s'engage avec le Randers FC sous la forme d'un prêt jusqu'à la fin de la saison. Le club dispose d'une option d'achat sur le joueur.
Le 2 juillet 2024, Mohammed Fuseini prend la direction de la Belgique et de l'Union Saint-Gilloise, quittant définitivement le SK Sturm Graz. Il signe un contrat courant jusqu'en juin 2027,.

## Palmarès

### En club
|  |  | Sturm Graz II - Regionalliga Mitte (1) : - Champion : 2022. |  | Union Saint-Gilloise - Championnat de Belgique (1) : - Champion : 2025. |